# Tycherus nigridens
Tycherus nigridens là một loài tò vò trong họ Ichneumonidae.